# Cervellus antennatus
Cervellus antennatus är en stekelart som först beskrevs av Brulle 1846.  Cervellus antennatus ingår i släktet Cervellus och familjen bracksteklar. Inga underarter finns listade i Catalogue of Life.